# Kwestia butów
Kwestia butów (ang. Shoe Question) – konflikt o podłożu kulturowym, w okresie kolonialnym powracający wielokrotnie w stosunkach birmańsko-brytyjskich i będący przyczyną zadrażnień, a nawet poważnych kryzysów politycznych. Wynikał on z niestosowania się Brytyjczyków do traktowanego bardzo poważnie w Birmie zwyczaju zdejmowania w określonych sytuacjach obuwia. Przedmiot, długotrwałość i waga politycznych konsekwencji tego konfliktu czynią go unikatowym w historii krajów Azji Południowo-Wschodniej.

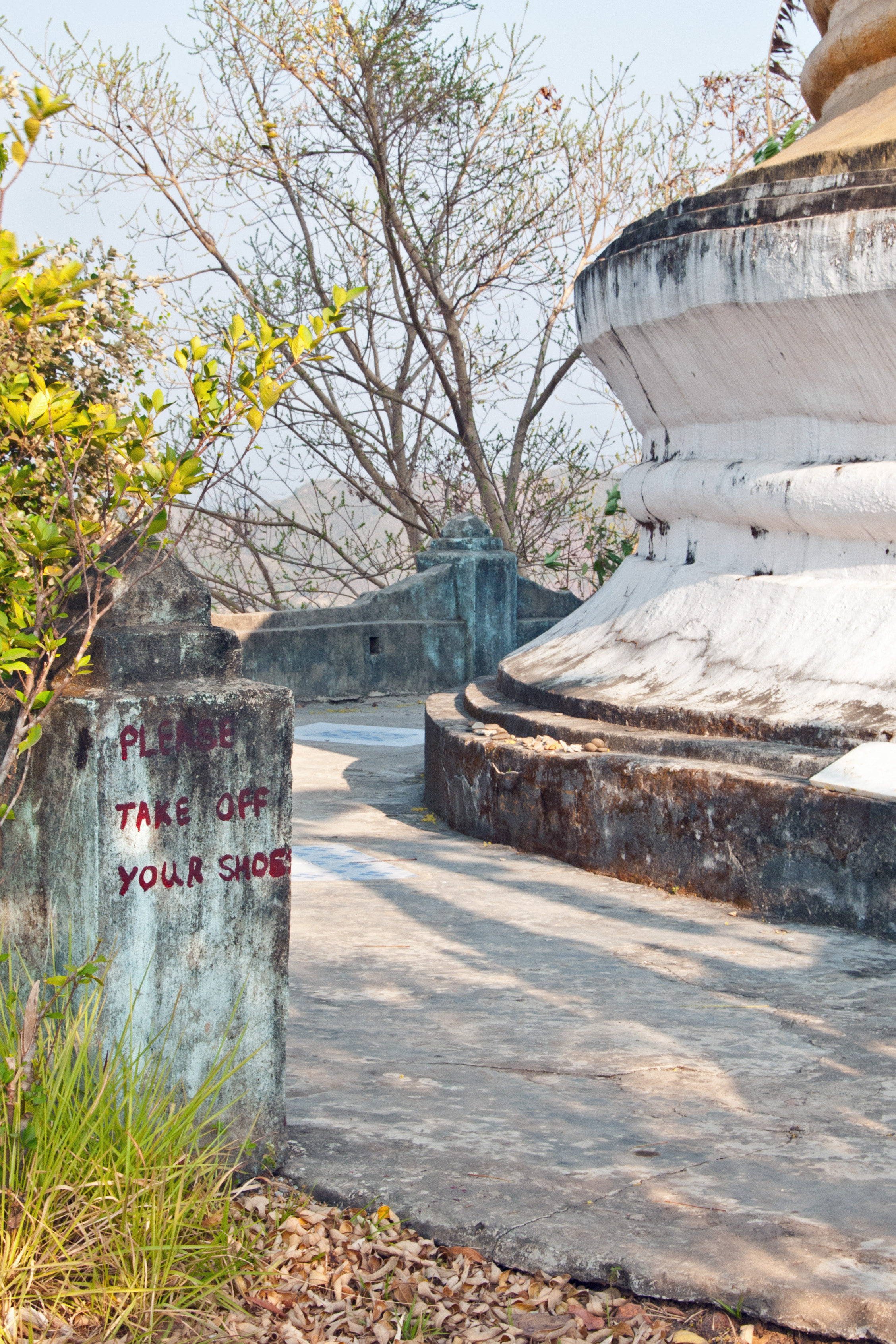
Prośba o zdjęcie butów przed stupą Shwetaung w Myauk U

## Tło kulturowe
Podobnie jak w innych krajach, w których dominuje buddyzm, w Mjanmie (Birmie) panuje zwyczaj zdejmowania butów przed wejściem do domu lub na teren pagody albo innego obiektu kultu. Jest to wyraz szacunku dla gospodarza, domostwa i świątyni, a w czasach monarchii zdjęcie butów i zajęcie miejsca na podłodze było widomym znakiem niższości wobec króla. Brytyjczycy nagminnie nie przestrzegali tego zwyczaju, a próby zmuszenia ich do zdejmowania obuwia przed wejściem do pagód traktowali jako wyraz chęci ich upokorzenia.

## Kwestia butów, jako przyczyna kryzysów politycznych
W roku 1875 rząd Indii Brytyjskich nakazał swojemu przedstawicielowi w Mandalaj odmawianie żądaniu zdejmowania butów podczas audiencji w pałacu królewskim uzasadniając to poniżającym charakterem tego zwyczaju. W rezultacie król Mindon, a później jego syn – król Thibaw, odmawiali osobistych spotkań z jakimikolwiek brytyjskimi posłami, co znacznie utrudniło kontakty dyplomatyczne. Stanowiło to przeszkodę zwłaszcza dla utrwalania wpływów brytyjskich na dworze w Mandalaj, gdyż uniemożliwiło bezpośredni dostęp do króla brytyjskiemu posłowi, który odtąd zdany był na pośrednictwo mających swoje własne interesy ministrów.
W roku 1916 Związek Buddyjskiej Młodzieży Męskiej (ang. Young Men's Buddhist Association) rozpoczął kampanię na rzecz przestrzegania zakazu noszenia butów na terenie obiektów sakralnych. Zainspirowało to wybitnego duchownego buddyjskiego Ledi Sayadawa do napisania traktatu pod tytułem „O niestosowności noszenia butów na terenie pagód” (ang. “On the Impropriety of Wearing Shoes on Pagoda Platforms”), który zdobył duży oddźwięk społeczny i spowodował masowe poparcie dla akcji. Zmusiło to władze brytyjskie do wprowadzenia cenzury prasy, której zakazano poruszania tej kwestii. Gdy 4 października 1919 r. doszło do ataku mnichów na noszących buty Europejczyków w Mandalaj, kolonialny rząd nakazał zarządcom pagód usuwanie niewłaściwie ubranych osób z ich terenu; wyjątek uczyniono dla policjantów i żołnierzy na służbie, co bardzo oburzyło Birmańczyków. Brytyjczycy przyjęli to zarządzenie, jako upokorzenie i zaczęli unikać odwiedzania takich atrakcji turystycznych, jak Pagoda Szwedagon. Z kolei dla Birmańczyków to pierwsze ustępstwo na rzecz ich uczuć oznaczało moralne zwycięstwo nad Imperium brytyjskim. Była to też pierwsza tak powszechna manifestacja birmańskiego nacjonalizmu.